# Molly Killingbeck
Mary Elizabeth „Molly” Killingbeck (ur. 3 lutego 1959 w Clarendon na Jamajce) – kanadyjska lekkoatletka specjalizująca się w biegach sprinterskich, dwukrotna uczestniczka letnich igrzysk olimpijskich (Los Angeles 1984, Seul 1988), srebrna medalistka olimpijska z Los Angeles w biegu sztafetowym 4 × 400 metrów.

## Sukcesy sportowe
- trzykrotna mistrzyni Kanady w biegu na 400 metrów (1982, 1983, 1985)[1]

| Rok  | Miasto       | Zawody                     | Konkurencja                           | Wynik                     |
| ---- | ------------ | -------------------------- | ------------------------------------- | ------------------------- |
| 1982 | Brisbane     | Igrzyska Wspólnoty Narodów | sztafeta 4 × 400 m sztafeta 4 × 100 m | złoty medal srebrny medal |
| 1983 | Edmonton     | Uniwersjada                | bieg na 400 m sztafeta 4 × 400 m      | srebrny medal             |
| 1983 | Helsinki     | Mistrzostwa świata         | sztafeta 4 × 400 m sztafeta 4 × 100 m | 4. miejsce 5. miejsce     |
| 1984 | Los Angeles  | Igrzyska olimpijskie       | sztafeta 4 × 400 m                    | srebrny medal             |
| 1985 | Kobe         | Uniwersjada                | sztafeta 4 × 400 m                    | srebrny medal             |
| 1986 | Edynburg     | Igrzyska Wspólnoty Narodów | sztafeta 4 × 400 m                    | złoty medal               |
| 1987 | Rzym         | Mistrzostwa świata         | sztafeta 4 × 400 m                    | 4. miejsce                |
| 1987 | Indianapolis | Igrzyska panamerykańskie   | sztafeta 4 × 400 m                    | srebrny medal             |

## Rekordy życiowe
- bieg na 100 metrów – 11,25 – Provo 21/05/1983
- bieg na 200 metrów – 22,79 – Provo 25/05/1983
- bieg na 400 metrów – 51,72 – Los Angeles 05/08/1984